# 叶元章
叶元章（1922年—2019年），上海人，中国诗人、作家。笔名听鹂。上海市作家协会会员。曾任中华诗词学会理事、浙江省诗词楹联学会副会长、宁波诗社副社长等职务。

## 生平
1922年生于上海，祖籍宁波镇海。毕业于上海财经学院。曾先后在上海财经学院、青海民族学院任教，从事汉语、中国古代文学教学研究。1986年，因宁波大学创建而受聘回到宁波。2004年退休，定居上海。曾参与发起成立中华诗词学会，并任上海诗词学会顾问。2016年在宁波慈善总会创立“叶氏静观”小额冠名基金。
2019年6月30日凌晨因病医治无效在上海去世。

## 作品
著有诗集《九回肠集》、《九回肠续集》，文集《流叶集》、《静观流叶》等。